# Aéroport de Pontoise - Cormeilles-en-Vexin
L’aéroport de Pontoise - Cormeilles-en-Vexin (code IATA : POX • code OACI : LFPT) est un aéroport civil, ouvert à la circulation aérienne publique (CAP), situé sur le territoire des communes de Cormeilles-en-Vexin, Boissy-l'Aillerie et Génicourt à 7 km au nord-ouest de Cergy-Pontoise dans le Val-d'Oise (région Île-de-France, France).
Il est utilisé pour le transport aérien national et international et pour la pratique d’activités de loisirs et de tourisme (aviation légère, hélicoptère et ballon dirigeable Zeppelin en été). Sa gestion est assurée par le Groupe ADP.

## Histoire
Créé en 1937, l’aérodrome fut utilisé par l’Armée française. Durant l’Occupation, l’armée allemande investit les lieux, construit deux pistes en béton et des installations, hangars, bureaux, etc. Cette plate-forme présente l’avantage d’être souvent couverte de brume durant les premières heures de la journée, permettant ainsi de couvrir et cacher le décollage des avions.
À partir de septembre 1944 et jusqu’en mai 1945, le 344e Bomb Squadron utilisa l’aérodrome comme base de départ vers la Normandie. Un monument commémoratif le rappelle sur le parking près de la tour de contrôle.
En août 1946, l’aérodrome fut remis en état et ouvert à la circulation aérienne publique. Depuis le 21 avril 1949, l’aérodrome est géré par Aéroports de Paris.
Jusqu’en juillet 1952, des avions commerciaux d’Orly et du Bourget utilisaient quelquefois cette plate-forme pour les déroutements.
Dans les années 1970, la compagnie Lucas Air Transport (Lucas Aviation) basée sur l'aéroport, qui est devenue dans les années 1980 Lucas Aigle Azur puis la compagnie régulière Aigle Azur (entre 1988 et 1995) et la compagnie Debonair (entre novembre 1998 et octobre 1999) ont exploité à partir de cette plate-forme aéroportuaire des lignes commerciales quotidiennes vers Londres (Gatwick et Luton), en exploitant des appareils Embraer et BAe 146-100 et 200. Selon la saison, une ligne commerciale quotidienne reliait cette plate-forme aéroportuaire vers Brighton (station balnéaire au sud de Londres) exploitée par la compagnie Skysouth, utilisant des appareils Piper PA-31).
La compagnie aérienne Air West, basée sur l'aérodrome et dont le propriétaire détenait l'école de pilotage "Air West Formation" également présente sur l'aérodrome, assurait une liaison régulière entre l'île-d'Yeu et Pontoise en Piper Pa-31 Navajo en 1996 et 1997.
En 2001, le projet d'une ligne régulière vers l'Angleterre échoue, à la suite de la colère et les pétitions des riverains de l'aérodrome. La compagnie Platinum Air Charter Executive devait exploiter un appareil Jetstream 31 de 18 places à raison de deux vols par jour sauf le week-end vers l'aéroport de Londres Beggin Hill. 
De 2010 à mi-2012, la compagnie aérienne d’aviation d’affaires Ambeo, qui exploite des Cessna Citation Mustang, dessert l’Europe à partir de cet aérodrome.
La compagnie britannique Brighton City Airways (en) a assuré entre le 6 mars 2013 et le 7 mai 2013 une liaison régulière vers la ville de Brighton, au sud-est de l'Angleterre à raison d'un à deux vols par jour, au moyen d'un Let L-410 Turbolet de 19 places. L'arrêt de cette liaison fait suite à la perte du statut de point de passage frontalier (PPF) de l'aérodrome en 2012, obligeant le vol à se poser à Rouen ou au Touquet avant de rejoindre sa destination.

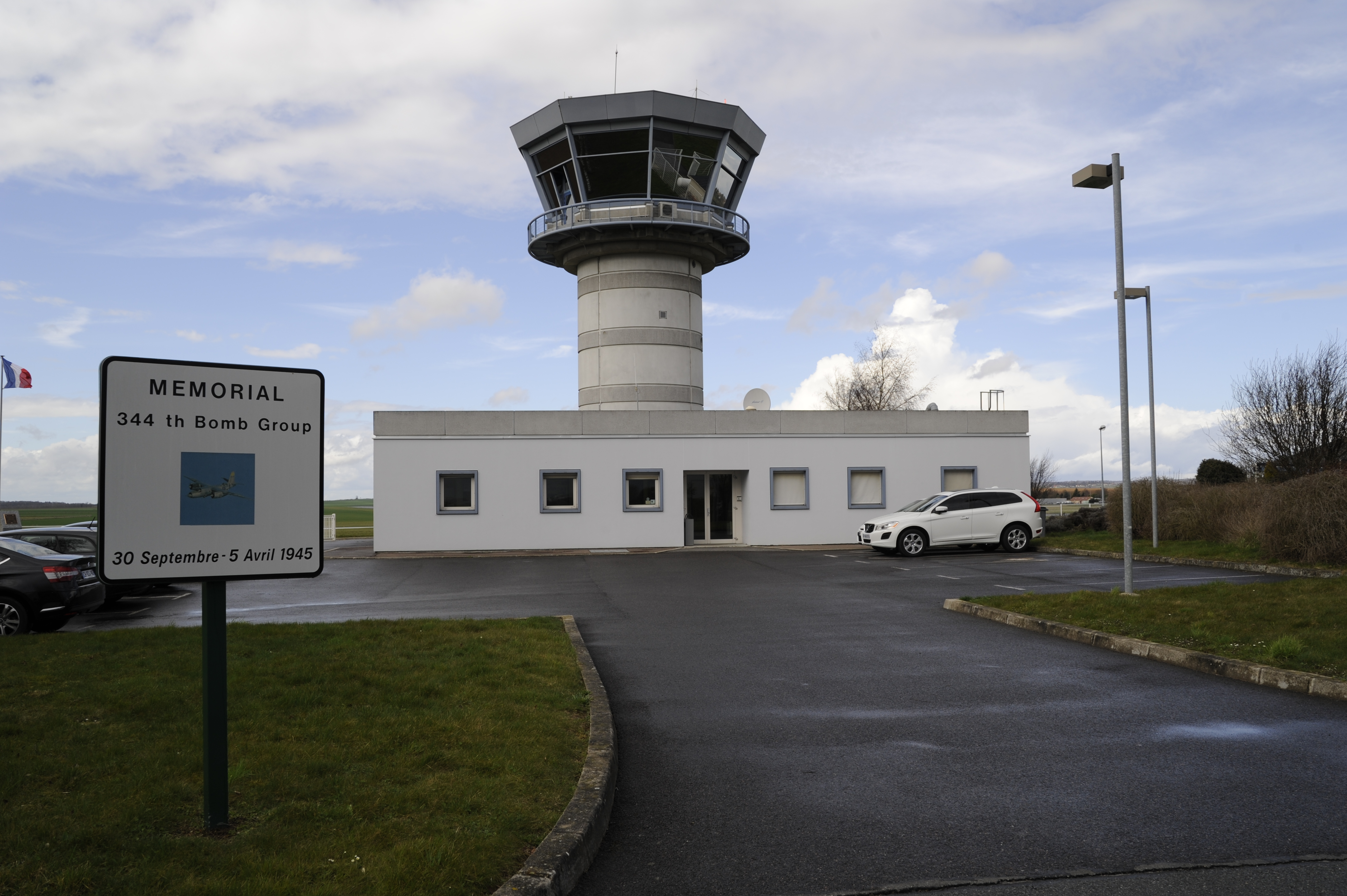
Tour de contrôle de l'aéroport.

En août 2013, Pontoise/Cormeilles-en-Vexin est le premier aéroport français à accueillir le Zeppelin NT à la belle saison,  qui effectue essentiellement des vols touristiques vers les sites des châteaux de Versailles et de Chantilly,.
Depuis le mois de septembre 2016, l'Institut national de l'information géographique et forestière (IGN) occupe un des hangars dans lequel sont basés ses quatre avions Beechcraft 200T spécialement aménagés pour réaliser des photographies aériennes, avant de déménager à Beauvais en juillet 2018. Cette solution provisoire d'utiliser l'aéroport de Pontoise pendant une période de deux ans s'est imposée après la décision de fermeture de l'activité aéronautique de la base aérienne de Creil (BA110), seul endroit où les avions de l'IGN pouvaient décoller et se poser et ceci depuis 1947.
Le 25 novembre 2021 est inaugurée une zone de tests dédiée aux nouvelles mobilités aériennes urbaines et durables. Elle permet de mener les premières expérimentations de eVTOL en conditions réelles. Les différents partenaires du projet ont comme objectif la création de liaisons pré-commerciales en taxis volants électriques pour les Jeux Olympiques et Paralympiques 2024.

## Situation
| \| 20 km1:401 000 \| Beynes - Thiverval Chavenay - Villepreux Chelles Coulommiers Fontenay-Trésigny La Ferté-Alais Lognes-Émerainville Mantes - Chérence Meaux - Esbly Melun-Villaroche Moret - Épisy Nangis Les Loges Saint-Cyr-l'É. Les Mureaux Étampes Charles-de-Gaulle Le Bourget Orly Pontoise - Cormeilles-en-V. Paris-Saclay-Versailles Issy-les-M. Villacoublay |
| 20 km1:401 000 |

## Installations

### Piste(s)
L’aérodrome dispose de deux pistes bitumées orientées nord-ouest/sud-est et nord-est/sud-ouest :
- une piste principale (05/23) longue de 1 689 mètres et large de 50 m. Elle est dotée :
  - d’un balisage diurne et nocturne (rampe d’approche et feux basse et haute intensité commandables par les pilotes (PCL)),
  - d’un indicateur de plan d’approche (PAPI) pour chaque sens d’atterrissage,
  - d'une procédure d'approche RNP aux minima LPV dans chaque sens
- une piste secondaire (12/30) longue de 1 650 mètres et large de 50 m. Elle est dotée uniquement d’un balisage diurne.

Un système de positionnement radioélectrique (VOR) est implanté entre les deux pistes.

### Prestations
L’aérodrome est contrôlé et dispose d’un service automatique de diffusion (ATIS). Les communications s’effectuent sur les fréquences de 124,125 MHz pour l’ATIS, de 118,800 MHz pour l’approche et de 121,200 MHz pour la tour. Il est agréé pour le vol à vue (VFR) de nuit et le vol aux instruments (IFR).
S’y ajoutent :
- une aire de stationnement de 12 400 m2 ;
- dix hangars ;
  - Beauséjour,
  - CPAC,
  - 2x ACAPPAVO,
  - Hispano-Suiza avec bureaux,
  - 2x Améridair (anciens hangars des compagnies Aigle Azur et Lucas Aviation),
  - 1x IGN,
  - PAM,
  - Flight Sensations ;
- une station d’avitaillement en carburant (100LL) et en lubrifiant ;
- un camion d'avitaillement en Jet-A1 (Améridair Handling) ;
- deux restaurants, La Cigogne, de l'Aéro-club Hispano-Suiza, et Le Taxiway, fermé depuis plusieurs années.

## Activités

### Loisirs et tourisme
- Association pour la renaissance du Caudron Simoun
- Association des constructeurs amateurs et propriétaires pilotes d'avions de la Vallée de l'Oise (ACAPPAVO)
- Aéroclub de Seine-et-Oise (ACSO)
- Cergy Pontoise Air Club (CPAC)
- Aéroclub Hispano-Suiza
- Flight Sensations (simulateur de vol)

### Sociétés implantées
- Améridair Handling
- Pontoise Aéro Maintenance (PAM)
- Avionique Services

## Cinéma
L'aéroport a été utilisé lors du tournage des films :
- Les héros sont fatigués d'Yves Ciampi, en 1955 ;
- Le Guignolo de Georges Lautner, en 1980 ;
- L'Opération Corned Beef de Jean-Marie Poiré, en 1991 ;
- Trafic d'influence de Dominique Farrugia, en 1998 ;
- La Conquête de Xavier Durringer, en 2011.